# Айрапетовская организованная преступная группировка
Айрапетовская организованная преступная группировка — крупная ОПГ, действовавшая почти десять лет в Рязани и Рязанской области.

## Создание группировки
ОПГ была основана спортсменом-разрядником Виктором Сергеевичем Айрапетовым по кличке «Витя Рязанский». Сначала его группировка занималась рэкетом кооператоров и бизнесменов в Рязани. Но у Айрапетова были более масштабные планы — он стремился к получению крупных прибылей путём тотального контроля над финансовыми потоками Рязанской области.
В группировку Айрапетова входило несколько сотен человек, в основном это были спортсмены, бывшие военнослужащие и ранее судимые. Айрапетовская ОПГ имела четкую военизированную структуру и была разделена на «бригады» и «звенья». Группировка имела хорошее вооружение, включавшее в себя пистолеты, помповые ружья, автоматы, гранаты, радиоуправляемые взрывные устройства и гранатометы.
Система сбора денег, при которой каждым звеном собирались деньги с определенных точек, впоследствии поступаемых в «общак», привела к тому, что к 1995 году ОПГ контролировала уже значительную часть экономики региона.
Айрапетов поддерживал связи с известными российскими уголовными авторитетами «Петриком» и «Росписью». Он даже летал в США к Вячеславу Иванькову по кличке «Япончик», чтобы уладить некоторые дела. Позже в записной книжке последнего следователи обнаружили запись: «Рязанский НПЗ и Виктор Рязанский».
Группировкой был создан ряд посреднических фирм, которые реализовывали всю продукцию НПЗ. Более того, отгрузочная площадка НПЗ контролировалась бандитами, которые вымогали деньги с каждого бензовоза, приезжающего за топливом. Часть полученных средств участники ОПГ готовы были передавать Япончику.

## Война со Слоновской группировкой
В начале 1990-х в Рязани действовали ещё три крупных ОПГ — Кочетковская, Слоновская и Архиповская. Сначала все спорные вопросы между этими ОПГ решались мирным путём, но постепенно противоречия между ними все более обострялись.
В марте 1993 года на «стрелке» Айрапетовской и Слоновской ОПГ произошла драка между их лидерами — Айрапетовым и Вячеславом Ермоловым по кличке «Слон». Айрапетов жестоко избил Ермолова. Позже решившие отомстить «слоны» ворвались в баню, где отдыхали «айрапетовские», и избили их.
25 ноября 1993 года пятеро вооруженных автоматами киллеров Слоновской ОПГ ворвались в клуб завода «Рязсельмаш» и открыли огонь по находившимся там «айрапетовским». Восемь из них были убиты, девять ранены. Сам лидер группировки успел спрятаться за колонну и уцелеть. Один из раненых «айрапетовских» отполз под стол и выстрелил из пистолета по «слоновским», ранив одного из них. «Слоны» ретировались, унеся своего раненого, при этом оставив на месте нападения автомат. Позже этот автомат «айрапетовские» подбросили под дверь квартиры тогдашнему начальнику местного УБОПа, надеясь таким образом навести милицию на след «слоновских».
После этого нападения Айрапетов перебрался в Москву. Оттуда он продолжал управлять своей группировкой.
31 марта 1994 года киллером Айрапетовской ОПГ четырьмя выстрелами из пистолета был убит лидер Слоновской ОПГ Николай Максимов. Айрапетов планировал уничтожить также второго лидера «слоновских» Вячеслава Ермолова. 3 апреля 1994 года, во время отпевания Максимова в храме Вознесения Господня, внутрь с кейсом взрывчатки должен был проникнуть Сергей Маникин, один из лучших футболистов рязанского «Спартака»(отношения к группировке имел косвенное, и «айрапетовские» решили поручить ему задание в обмен на автомобиль), а затем взорвать церковь со всеми находившимися в ней (целью «айрапетовских» был Ермолов и многие другие участники Слоновской ОПГ) с помощью радиоуправляемого взрывателя. Однако, когда Маникин уже приближался к церкви, взрыватель неожиданно сработал от пульта автомобильной сигнализации одного из гостей. Взрывом Маникину оторвало обе ноги, и спустя 15 минут он скончался.
Вячеслав Ермолов решил убить Витю Рязанского. 3 июля 1994 года киллеры Слоновской ОПГ убили не имевшего никакого отношения к криминалу брата Айрапетова Сергея, надеясь выманить на его похороны скрывавшегося в Москве главаря «айрапетовских». Витя Рязанский не приехал, но дал команду участникам своей ОПГ отомстить. 12 июля 1994 года, когда по убитому брату Айрапетова устраивали на девятый день поминки, в офисе фирмы «Деловой мир» был застрелен главный помощник Ермолова Александр Милидин по кличке «Кока». Через какое-то время участники Айрапетовской ОПГ подготовили взрывное устройство в ресторане в Рязанском речном порту, где обычно собирались «слоны», надеясь взорвать их там, но те стали собираться в другом месте. После убийства Милидина Ермолов ушел в подполье.
Только за 1994—1996 годы «айрапетовскими» было совершено более ста убийств. Участники группировки убивали не только врагов. Например, штатный киллер ОПГ Руслан Пронников, получивший за свою патологическую жестокость кличку «Чикатило», в 1995 году застрелил другого «айрапетовца» Максима Смолина исключительно из-за неприязненных к нему отношений. В 1996 году Пронников дал команду убить Игоря Никушина только за то, что тот якобы неуважительно к нему относится. Так же были подозрения, что Сергей Моруков по кличке Мурчелло однажды сбросил со второго этажа ресторана молодую женщину, но как оказалось, она будучи в нетрезвом состоянии упала сама (позже, в марте 1996 года он был застрелен в подъезде).
В 1994 и 1995 году киллерами Слоновской группировки были убиты лидеры Кочетковской и Архиповской ОПГ. Эти две группировки распались, единственным серьезным конкурентом «слоновских» осталась Айрапетовская ОПГ. «Слоны» подготовили покушение на Айрапетова, который к тому времени получил греческое гражданство, сменил фамилию на «Аравидис» и собирался эмигрировать.
В Рязани Айрапетовской группировкой руководил боксер Алексей Пронин. Он отвечал за доставку собранных денег в Москву. Однажды Айрапетов приказал убить Пронина за то, что тот якобы хотел присвоить деньги, предназначенные для главаря группировки. Осенью 1995 года приказ выполнил Александр Самуйлов по кличке «Самсон», давно конкурировавший с Прониным. Это убийство положило начало дальнейшему расколу Айрапетовской группировки.

## Убийство Айрапетова
19 ноября 1995 года на пересечении Рублёвского шоссе и Осеннего бульвара участники Слоновской ОПГ в масках остановили автомобили, в которых ехали Витя Рязанский и его охрана( по другим данным причастна была «Белая стрела», а преступление повесили на Слоновскую ОПГ). «Слоны», представившиеся московским ОМОНом, надели на всех присутствовавших наручники, забрали Айрапетова, увезли его и убили. Охранники Айрапетова успели запомнить номера машин похитителей. Проверка показала, что они принадлежат спецподразделению МВД. Однако на запрос прокуратуры в министерстве ответили, что такие машины у них есть, но в указанный день они находились в гараже.

## Дальнейшая деятельность группировки
После смерти лидера Айрапетовская ОПГ разделилась на пять самостоятельных конкурирующих между собой группировок. А их главные враги «слоны» стали фактически единоличными хозяевами Рязани. Конкурировать с ними «айрапетовские» попросту не могли.
Однако в 1996 году Слоновская ОПГ была ликвидирована правоохранительными органами. Пять группировок «айрапетовских» воевали уже между собой за сферы влияния. Более десяти лидеров «айрапетовских» были убиты.

## Суд и последствия
В октябре 1997 года прокуратурой Рязанской области было возбуждено уголовное дело в отношении участников Айрапетовской группировки. В 2001 году это дело было направлено в суд. По делу проходили 119 потерпевших и более 1000 свидетелей, материалы дела составили 99 томов.
В ходе расследования преступлений «айрапетовских» прокуратурой Рязанской области было раскрыто более 20 заказных убийств. Следствием было установлено, что «айрапетовскими» вымогались деньги с 33 объектов, было совершено шесть разбоев, три грабежа, три похищения людей, а также множество других преступлений. Ущерб потерпевшим составлял около 5,7 миллионов деноминированных рублей.
В ноябре 2004 года 16 «айрапетовских» были признаны судом виновными в бандитизме, убийствах, похищении людей, разбоях и других тяжких и особо тяжких преступлениях. Лидеры группировок «айрапетовских» Руслан Грачев, Вадим Скрябин, Игорь Шмелев и Алексей Мишин получили от 14 до 16 лет лишения свободы, остальные были приговорены к разным срокам заключения.
В 2007 к разным срокам заключения были приговорены еще четверо «айрапетовских». Однако, двоим участникам группировки удалось скрыться от следствия, в связи с чем они были объявлены в розыск. Один из них — Шайдуллин — позже был арестован. 23 июля 2013 года он был признан виновным в убийстве двоих человек и приговорен к 7,5 годам заключения.
3 октября 2022 года стало известно о том, что как минимум трое человек, связанных с Айрапетовской ОПГ, участвуют во вторжении России в Украину добровольцами: рязанская газета «Своя колокольня» и телеграм-канал «Усы Куракиной» сообщили о гибели Руслана Койчукулова и о ранениях Александра Варламцева и Олега Черенкова (последний был награждён медалью «За отвагу»). Койчукулов, согласно тому же телеграм-каналу, проходил службу в составе ЧВК «Вагнер» погиб в результате подрыва на некоем кассетном боеприпасе. Он был похоронен на Богородском кладбище 2 октября.